# Børge Ludvig Christoffersen
Børge Ludvig Christoffersen (født 1947) idømtes 24. maj 1984 af Vestre Landsret livsvarigt fængsel for voldtægt og drab begået 11. juli 1981 mod den 16 årige pige Kirsten Olsen fra Hevring på Norddjurs. Strafudmålingen stadfæstedes 17. september 1984 af Højesteret.
Lørdag aften den 11. juli 1981 cyklede Kirsten Olsen fra sin bopæl i Hevring for at besøge en veninde i Tørslev (Estruplund Sogn) omkring 3 kilometer væk.
Veninden ringede næste dag kl. 11.45 til Kirsten Olsen’s far og spurgte ham, hvorfor hun ikke var kommet som aftalt.
Han fandt datterens cykel liggende på en mark, omkring 800 meter fra hjemmet ved Voer Færgevej, i retning mod venindens bopæl og ringede omgående til politiet i Randers kl. 14.40, som straks satte en større eftersøgning i gang.
To vidner havde lørdag den 11. juli 1981 kl. 20.40 set en rød bil holde i vejkanten med fronten imod Tørslev, netop der hvor cyklen blev fundet.
Den 15. juli 1981 blev Kirsten Olsens halvt afklædte lig fundet i Løvenholmskoven omkring 8 km sydøst for Hevring.
Der var bundet et reb stramt om hendes hals, og rebet var fastgjort til et grantræ.
De efterfølgende retsmedicinske undersøgelser viste, at hun var blevet voldtaget og var død ved kvælning.
Den 28. juni 1983 blev den 36 årige skovarbejder Børge Ludvig Christoffersen anholdt og sigtet for drabet.
På drabstidspunktet havde han med sin familie været på camping ved Gjerrild Nordstrand. Han mistænktes for flere voldtægtsmord.
Børge Ludvig Christoffersen blev lukket ud den 18. april 1997, med en prøvetid på fem år.

## Eksterne links
- Drabssager 1981 Arkiveret 20. marts 2012 hos  Wayback Machine - drabssageridanmark.beboer2650.dk